# Libertad (Barinas)
Libertad – miasto w Wenezueli, w stanie Barinas.